# 普熱本多夫斯基宮

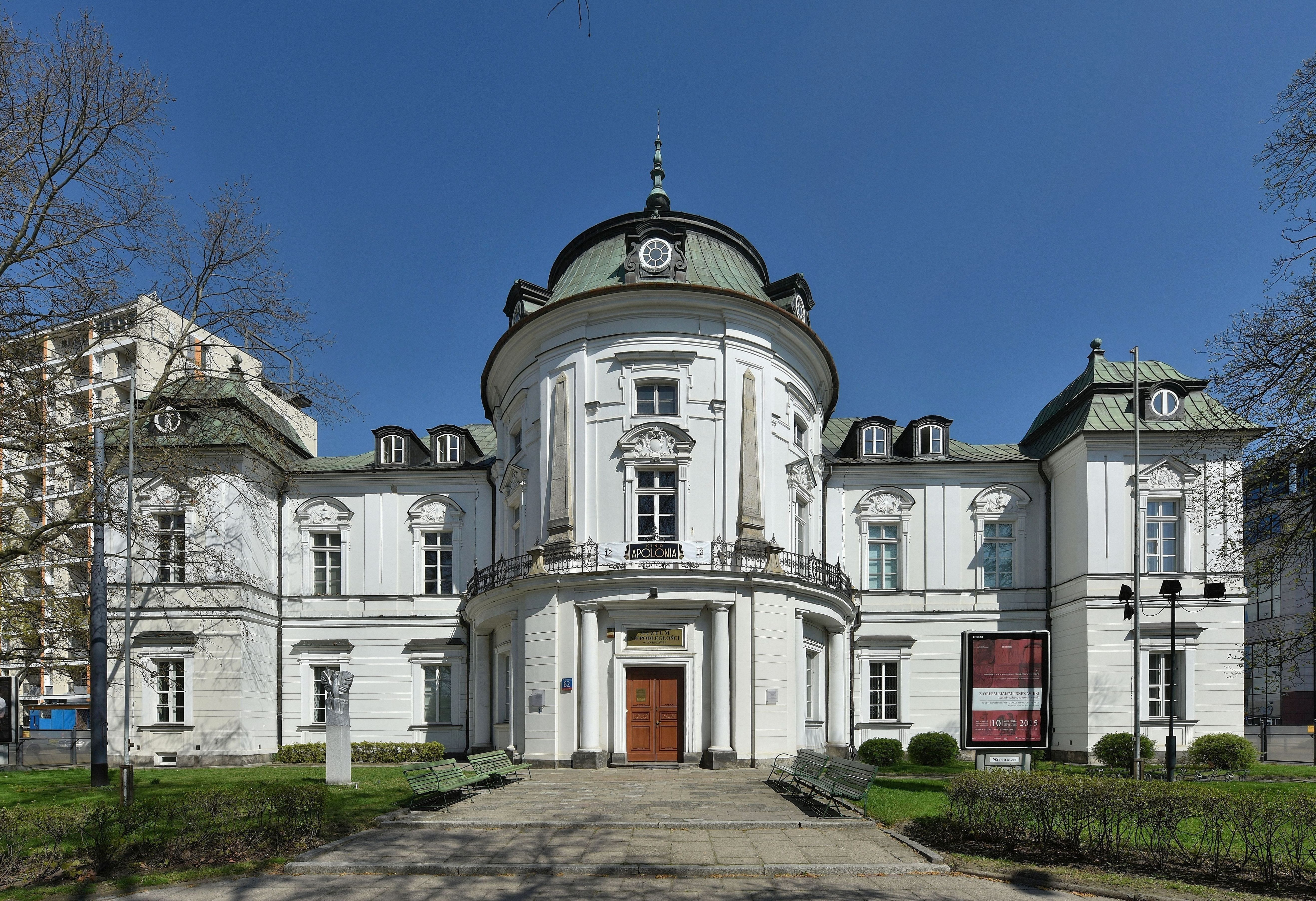
普熱本多夫斯基宮

普熱本多夫斯基宮（Przebendowski Palace）是位於波蘭首都華沙的一座宮殿建築，修建於18世紀前期。這是一座巴洛克風格的宮殿建築。華沙起義期間，該建築被毀。1949年，該建築得到重建。波蘭人民共和國時代，這裡曾是列寧博物館。